# Хоћеш — Нећеш
Хоћеш — Нећеш је српска телевизијска емисија која се приказивала од 13. априла 2002. до 11. марта 2006. године на 3К и продукцији Emotion. Водитељи емисије током прве и пете сезоне били су Игор Блажевић, Срђан Ивановић, Александра Денић, Зорана Меденица, Катарина Костић, Марина Мишчевић Трифуновић и Маријана Мићић. Емисија је рађена по једној холандској емисији, која се емитовала од 1988.—1997. године, Doet-ie 't of doet-ie 't niet  (на преводу: Да ли то ради или не), само што је концепт српске верзије другачији, у односу на холандску.

## Правила игре
Емисија „Хоћеш-Нећеш“ је забавна и хумористичка емисија која ће вам пружити одговоре на питања шта су сви људи спремни да ураде пред камерама и да ли ће им у томе помоћи пролазници. Главни циљ ове емисије је да пронађе кандидате који су спремни да се забаве и притом освоје новчану награду. Да би дошли до новца, кандидати треба да испуне несвакидашње и крајње занимљиве задатке. Ови задаци су увек провокативни и непредвидиви, док време које је ограничено за њихово извршавање чине саму емисију интересантном.